# 许汝魁
許汝魁（1556年—？），字真甫，號仰亭，江西九江府湖口縣人，明朝政治人物。

## 生平
萬曆四年（1576年）丙子科江西鄉試第三十名舉人，十四年（1586年）中式丙戌科會試第一百四十名，三甲第二百四十五名進士。禮部觀政，授常山縣知縣，十七年（1589年）調上海縣知縣，十八年（1590年）丁母憂，服闋，改南京吏部主事，與湯顯祖有往來。出為陝西布政使司右參議、兵備神木，三十九年（1611年）七月升河南按察司副使、兵備大名，四十年（1612年）六月升河南左布政使，四十二年（1614年）三月升南京光祿寺卿，同年升南京刑部右侍郎，四十六年（1618年）七月升南京通政使。

## 家族
曾祖許浩，義官；祖父許仲信，慈谿縣主簿；父許鍾靈。母饒氏（封孺人）。慈侍下。兄許汝器、許汝材、許汝楫、許汝權。